# Ms. Dynamite
Ms. Dynamite, geboren als Niomi Arleen Daley (Londen, 26 april 1981) is een Britse hiphopzangeres en rapster. Ze is vooral bekend van haar hit It takes more uit 2002.

## Biografie
Niomi Daley werd geboren in Archway in de Londense borough Islington als dochter van een Jamaicaanse vader en een Schotse moeder in een gezin van elf kinderen. Een van haar broers is de bekende grimerapper Akala. Haar ouders scheidden toen ze 2 jaar was en ze werd daarna grotendeels opgevoed door haar moeder. Als kind wilde ze onderwijzeres of maatschappelijk werkster worden, maar ze koos uiteindelijk voor een carrière in de muziek.
Na haar middelbareschooltijd ging ze als dj werken voor de Londense piratenzender Raw FM. Daar ontmoette ze de producer Sticky. Samen namen ze in 2000 het UK garagenummer Booo! op. Nadat het nummer succesvol werd in de underground werd het in 2001 op single uitgebracht en haalde het de twaalfde plaats in de UK Singles Chart. Door haar succes stond ze later dat jaar in het voorprogramma van de Amerikaanse rapper Eminem en mocht ze het televisieprogramma Flava op Channel 4 presenteren. In deze tijd werkte ze aan haar debuutalbum A little deeper. Toen dit in 2002 uitkwam, was dit haar definitieve doorbraak. De singles It takes more en Dy-na-mi-tee werden top 10-hits in haar eigen land. Op het Europees vasteland werden deze singles ook uitgebracht en stonden daar ook in de hitparades, zij het wat lager.
In het Verenigd Koninkrijk leidde haar succes tot een aantal prestigieuze prijzen. Zo was ze de eerste zwarte artieste die een Mercury Music Prize voor beste album won. Daarnaast won ze drie MOBO Awards, twee BRIT Awards en stond ze op de veertiende plaats in de 100 Great Black Britons, een reactie op de 100 Greatest Britons. Ondanks de waardering verdween ze in 2003 uit de publiciteit omdat ze zwanger was. Op 24 juli werd haar zoon Shavaar geboren.
Nadat ze zich twee jaar gericht had op het opvoeden van haar zoon, bracht Ms. Dynamite op 11 september 2005 haar tweede album Judgement days uit. Het album is een stuk maatschappijkritischer dan het eerste. In het nummer Mr. Prime Minister uit ze onder meer kritiek op het Irakbeleid van Tony Blair. Commercieel was het album echter minder succesvol en de single Judgement day / Father werd slechts een bescheiden hit. 30 januari 2006 zou de tweede single Fall in love again uitkomen, maar deze release werd afgelast vanwege een schandaal eerder die maand. Op 6 januari werd Ms. Dynamite gearresteerd, omdat ze tegen een deur van een nachtclub stond te schoppen. Toen ze hiervoor gearresteerd werd, sloeg ze de politieagente in het gezicht. Hiervoor kreeg ze een geldboete en een taakstraf van 60 uur.
Op 12 november 2006 nam Ms. Dynamite deel aan een Formule Ford-race voor het televisieprogramma The race van Sky One, waarin David Coulthard en Eddie Irvine tien bekende mensen opleidden tot autocoureur. In de vierde ronde raakte AC/DC-zanger Brian Johnson de achterkant van de wagen van Ms. Dynamite, waardoor haar wagen crashte. Ze liep hierbij lichte verwondingen op en werd overgevlogen naar een ziekenhuis, waar ze een nacht ter observatie is gebleven.

## Discografie

### Albums
| Album met eventuele hitnotering(en) in de Nederlandse Album Top 100 | Datum van verschijnen | Datum van binnenkomst | Hoogste positie | Aantal weken | Opmerkingen |
| ------------------------------------------------------------------- | --------------------- | --------------------- | --------------- | ------------ | ----------- |
| A little deeper                                                     | 2002                  | 21-09-2002            | 38              | 7            |             |
| Judgement days                                                      | 21-10-2005            | -                     |                 |              |             |

### Singles
| Single met eventuele hitnotering(en) in de Nederlandse Top 40 | Datum van verschijnen | Datum van binnenkomst | Hoogste positie | Aantal weken | Opmerkingen                 |
| ------------------------------------------------------------- | --------------------- | --------------------- | --------------- | ------------ | --------------------------- |
| It takes more                                                 | 2002                  | 22-06-2002            | 22              | 10           | Nr. 24 in de Single Top 100 |
| Dy-na-mi-tee                                                  | 2002                  | 31-08-2002            | tip6            | -            | Nr. 50 in de Single Top 100 |

| Single met hitnotering(en) in de Vlaamse Ultratop 50 | Datum van verschijnen | Datum van binnenkomst | Hoogste positie | Aantal weken | Opmerkingen                              |
| ---------------------------------------------------- | --------------------- | --------------------- | --------------- | ------------ | ---------------------------------------- |
| It takes more                                        | 2002                  | 03-08-2002            | 21              | 8            |                                          |
| Dy-na-mi-tee                                         | 2002                  | 02-11-2002            | tip15           | -            |                                          |
| Lights on                                            | 21-02-2011            | 02-04-2011            | 11              | 14           | met Katy B / Nr. 15 in de Radio 2 Top 30 |
| Neva soft                                            | 12-09-2011            | 12-11-2011            | tip58           | -            |                                          |
| Dibby Dibby sound                                    | 2014                  | 05-02-2014            | 28              | 1*           | met DJ Fresh & Jay Fay                   |